# مجلة عالم المخطوطات والنوادر
مجلة عالم المخطوطات والنوادر، إحدى المجلات العلمية المحكمة في المملكة العربية السعودية.

## أهدافها
- الاهتمام بالمخطوطات العربية والكتب النادرة والوثائق والمسكوكات والتعريف بها.
- نشر الأعمال المحققة في مختلف الموضوعات عبر إتاحة المجال للمختصين.[1]

## اهتماماتها الموضوعية
كل موضوع يتضمن الأهداف المشار إليها أعلاه وبذلك يشمل: جميع الموضوعات في المخطوطات والوثائق والنوادر والمسكوكات.

## شروط النشر
- الالتزام بالحيادية والموضوعية والمنهج العلمي.
- يشترط عند تقديم مخطوطة محققة إرفاق صورة من الورقتين الأولى والأخيرة.
- إرفاق الهوامش في آخر المراجعة أو الدراسة، وفق الترتيب التالي:

المؤلف، العنوان، المحقق، الناشر، كان النشر، التاريخ، الصفحة أو الصفحات.

## مهام الهيئة الاستشارية
- الاطلاع على الدراسات والمقالات الواردة والحكم عليها مبدئيًا.
- إحالة المناسب من المقالات والدراسات إلى لجنة التحكيم.
- متبعة الدراسات والمقالات في عمليات مراجعتها وتدقيقها ونشرها.[4]

## وصلات خارجية
- عدد جديد من «عالم المخطوطات والنوادر»